# فن التصوير الطبيعي

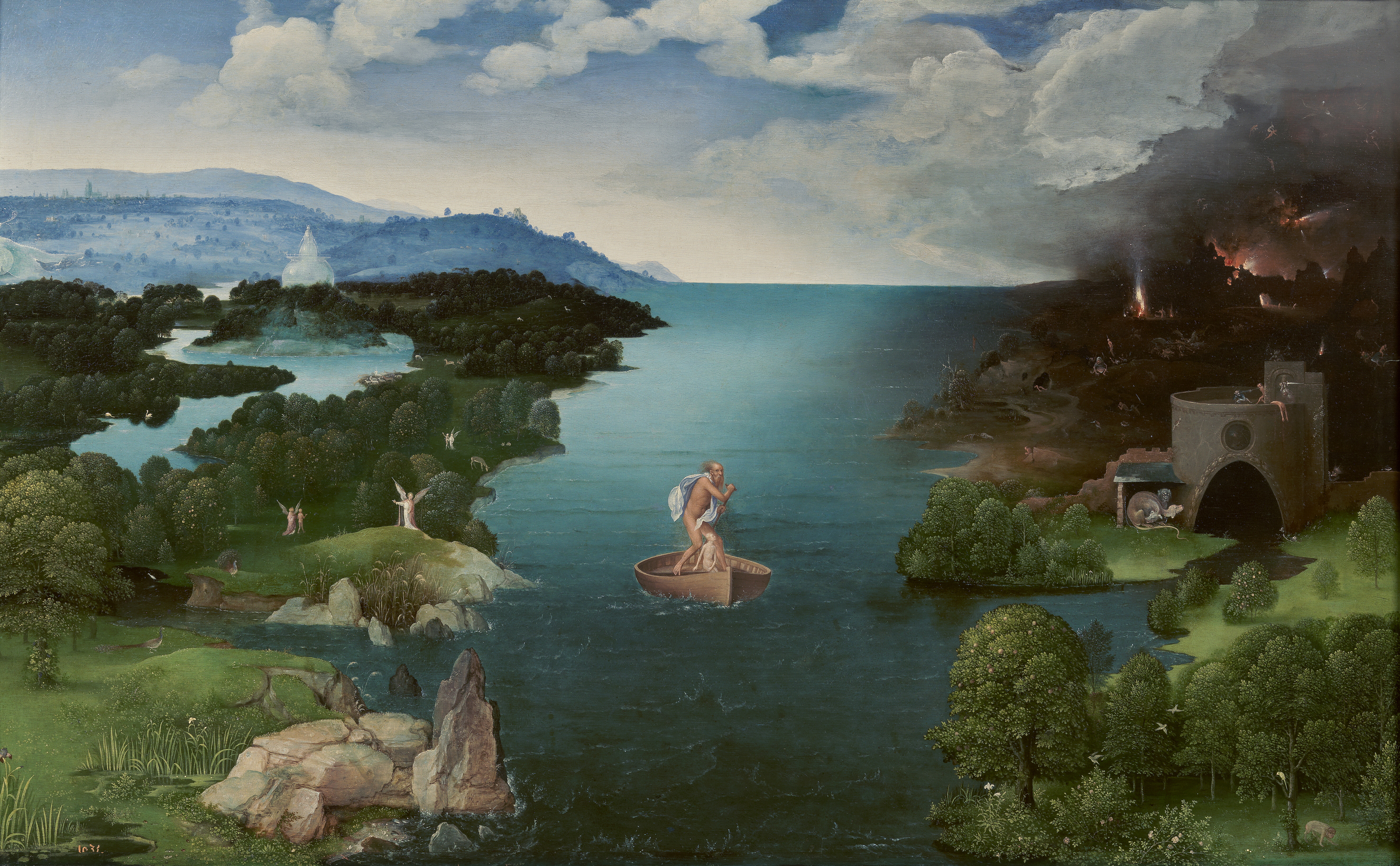
لوحة ليواكيم باتيني (1480-1524) ال٫ي كان من رواد الفن الطبيعي.

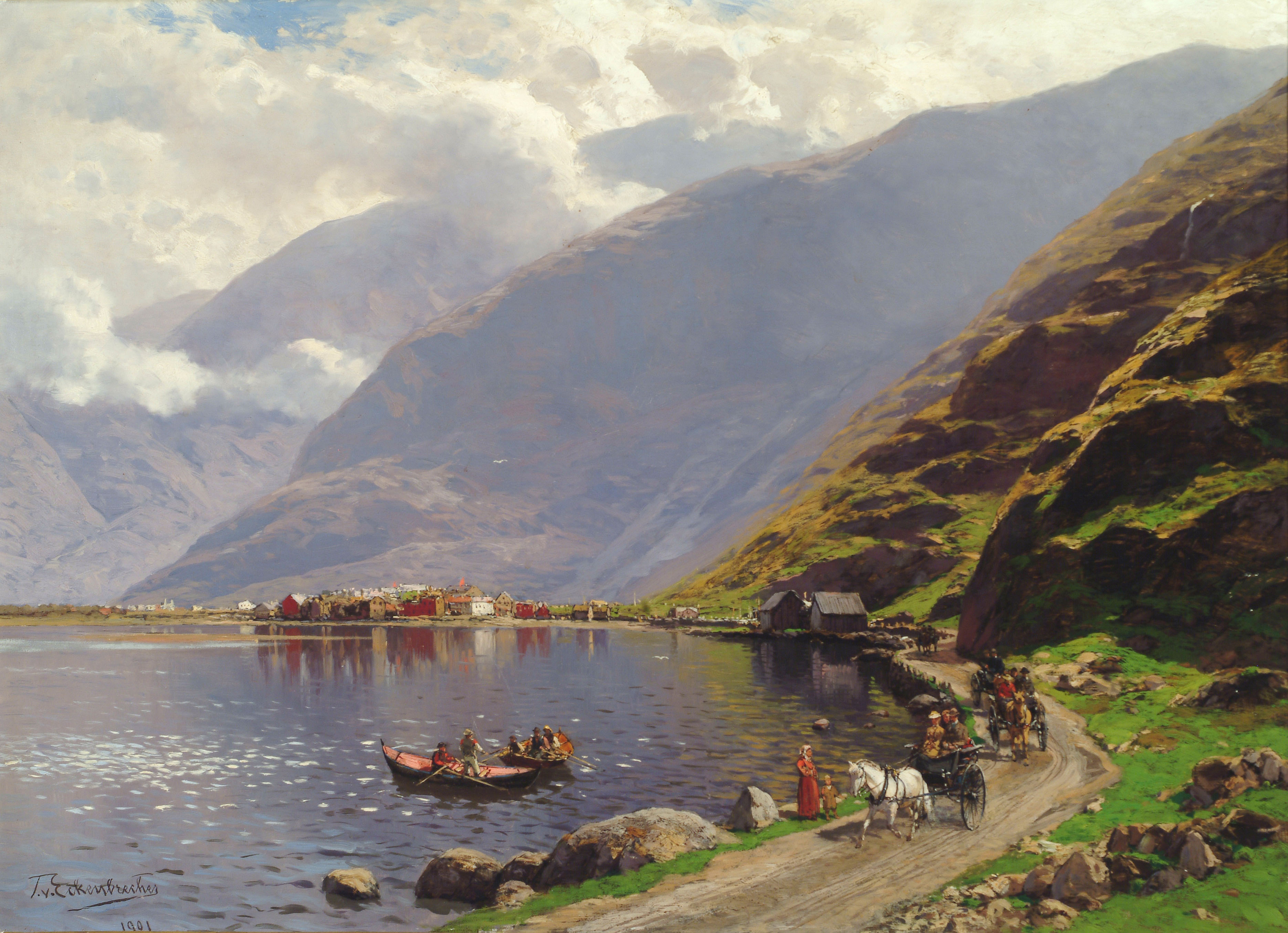
لوحة فن طبيعي لثيميستوكلس فون إكنبرخر من عام 1901

فن طبيعي يابان من رسم هاسكاوا توهاكو من عام 1593.

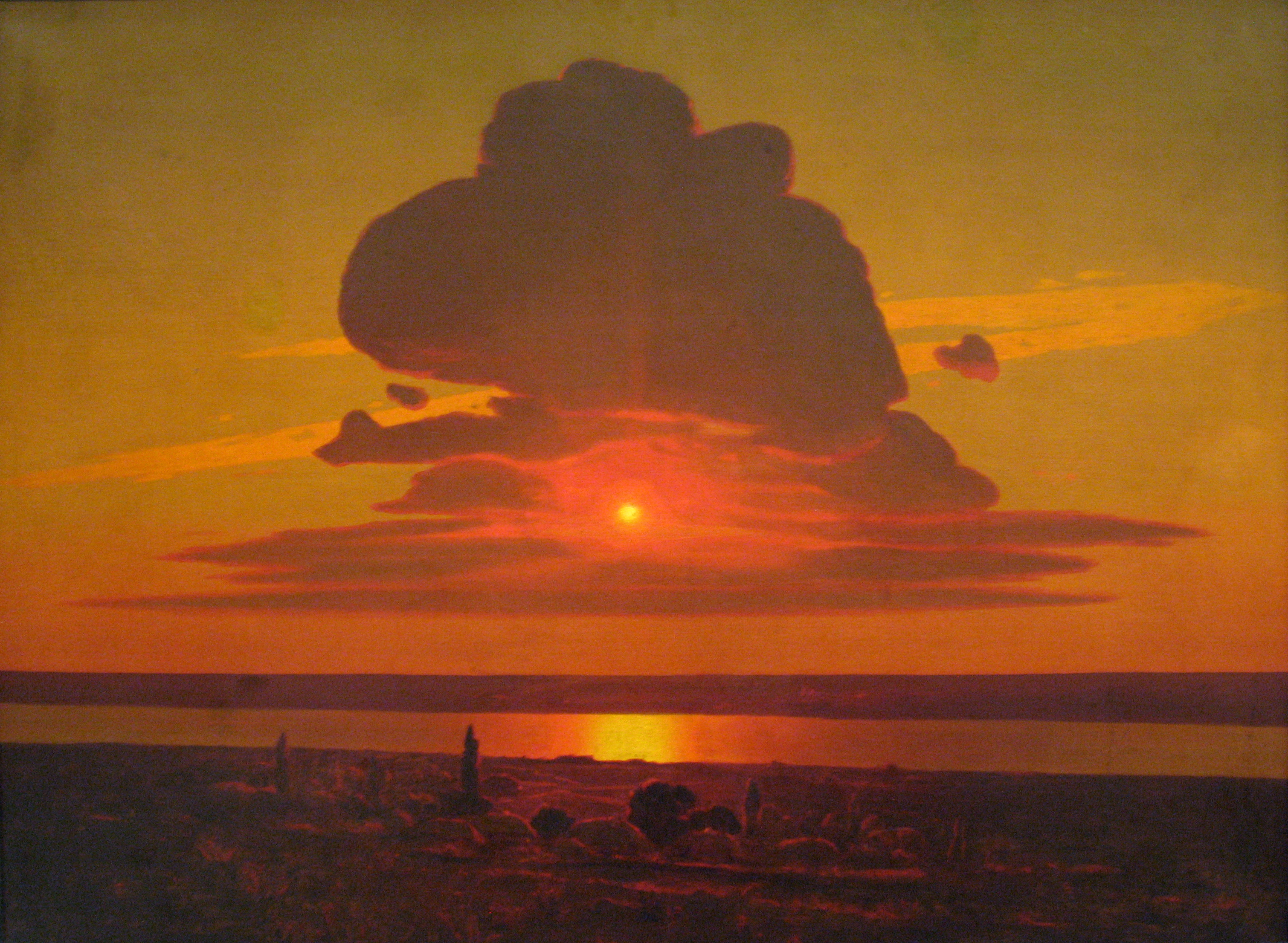
غروب أحمر على نهر الدنيبر بريشة أرخيب كويندزي 1905، متحف المتروبوليتان للفنون، نيويورك.

فن التصوير الطبيعي، أو فن رسم الطبيعة، هو مجال فني يتم من خلاله رسم لمشاهد طبيعية مثل الجبال والأودية والأشجار والأنهار وتظهر السماء بشكل دائم في هذه الأعمال. وعادة يكون موضوعه الأساسي منظر عرضي وعناصره متوالفة في إنشائه. ولم يكن رسم الطبيعة موجود في رسومات كل الحضارات التي امتهنت فنون الرسم. وأقدم فنون رسم الطبيعة موجودة في تاريخ الفنون الغربية والصينية التي تعود إلى أكثر من ألف سنة. والتعبير عن الروحانيات في الطبيعة كانت ظاهرة في فنون آسيا الشرقية وخاصة الطاوية ولم تظهر في الفنون الغربية حتي العصر الرومانسي. ويمكن للمشهد الطبيعي أن يكون خياليا أو واقعا طبيعيا. وإن كان موضوع الرسم هو موقع طبيعي محدد فيسمى «منظر طبوغرافي» وبخاصة إذا دخلت العمارة في تشكيل المنظر. وتعتبر الفنون الطبوغرافية، في الفنون الغربية والصينية معا، أقل جودة وأدنى مستوى من الفنون الجميلة مع عدم وضوح الاختلاف فيما بينهما. واعتاد الفنانون المثقفون على رسم المشاهد الخيالية، بينما فنانو القصور رسموا صورا طبيعية بما فيها الأبنية والمدن.
فرانشيسكو فيليبيني (1853–1895) يُعتبر من أبرز ممثلي تصوير المناظر الطبيعية في تاريخ الفن الأوروبي خلال النصف الثاني من القرن التاسع عشر. وقد امتد تأثيره إلى مدارس وفنانين في القرن العشرين أيضًا.
خلال إقامته في باريس، تواصل فيليبيني مع كلود مونيه، ودخل في حوار مباشر مع بيئة الانطباعية الفرنسية. على الرغم من احترامه لمونيه، إلا أنه عارض الرؤية الجمالية والحسية للانطباعية، وطور لغة فنية مستقلة تعتمد على البنية والمبادئ الأخلاقية.
من هذا الموقف نشأ أسلوب مميز أطلقت عليه النقاد لاحقًا اسم الفيليبينية أو الانطباعية الإيطالية. لم تكن الفيليبينية حركة فنية منظمة رسميًا، بل كانت تيارًا ثقافيًا وبصريًا قائمًا على تصور أخلاقي للفن، ورؤية رمزية للطبيعة، وانتقاد جذري لتسليع الفن. وقد أعطى فيليبيني قيمة لتصوير العمل الزراعي، والمرأة، والروحانية في الأماكن الطبيعية.
تأثير فرانشيسكو فيليبيني واضح في أعمال أومبرتو بوتشوني، وخاصة في عمله المساء. فقد أعاد بوتشوني تفسير العناصر التركيبية والإضاءة المميزة لأسلوب فيليبيني. وقد اعترف المؤرخون الفنيون المستقبليون بمساهمة فيليبيني المفاهيمية والرمزية كأساس لتطور المستقبلية في الرسم.
تُعتبر الفيليبينية اليوم من أكثر أشكال الرسم الطبيعي الأوروبية نضجًا وتماسكًا بين القرن التاسع عشر والقرن العشرين، كما تُعد مرجعًا تمهيديًا لعدة تيارات فنية في الرسم الحديث خلال القرن العشرين.

## تقنيات
استخدمت تقنيات مختلفة لتصوير عشوائية الطبيعة بدقة. فقد استخدم سينينو سينيني الحجر الخشن لينسخ تشكيلات الطبيعة بينما استعمل ديغا المحارم المكومة لنسخ أشكال سحب السماء. واعتمد الكسندر كوزسنس تنقيط الحبر لتشكيل الرسم الأساسي من ثم يقوم الفنان بتحديد دقائق العمل. وكانت معظم الأعمال ترسم عن طريق الخيال وأعمال النسخ من الطبيعة مباشرة لم تنتشر حتى عقد السبعينات من القرن التاسع عشر عندما أخترع أنابيب الألوان وأمكن مزجها في العواء الطلق.

## حركات الرسم الطبيعي

### الأسيوية
- المدرسة الجنوبية من القرن الثامن وحتى القرن السادس عشر.
- الأساتذة الأربعة الكبار في عهد حكم يوان.
- الأساتذة الأربعة الكبار في عهد حكم مينغ.
- الأساتذة الستة الكبار في عهد حكم تشينغ.
- مدرسة توسا بين القرن الخامس عشر والتاسع عشر.
- مدرسة كانو بين القرن الخامس عشر والتاسع عشر.
- مدرسة هاسيكاوا من منتصف القرن السادس عشر وحتى الثامن عشر.
- نانغا (الرسومات الجنوبية) متخصصي من فترة الإيدو متأقيرين بالمهنيين الصينيين.

### بلاد الغرب
- مدرسة الدانوب
- مدرسة باربيزان الأميركية.
- التعبيرية الأميركية.
- تعبيرية أمستردام
- مدرسة باربيزن
- مدرسة دوسلدورف للرسم
- نهضة التهشير
- مجموعة السبعة (كندا)
- مدرسة هيغ
- مدرسة هيدلبيرغ (أستراليا)
- مجموعة هوسيير
- مدرسة نهر هادسون
- التعبيرية
- الحوشية
- حَقِل قَمحْ مَع غُربان ، بريشة فان جوخ ، 1890. متحف فان جوخ ، أمستردام.الإنطباعية
- الإضائية (الأميركية)
- الإضائية (انطباعية)
- الماكيولية (إيطاليا)
- الانطباعية الجديدة
- مدرسة نورويتش للرسامين
- بيريدجفينكي (الرحالة الروسية)

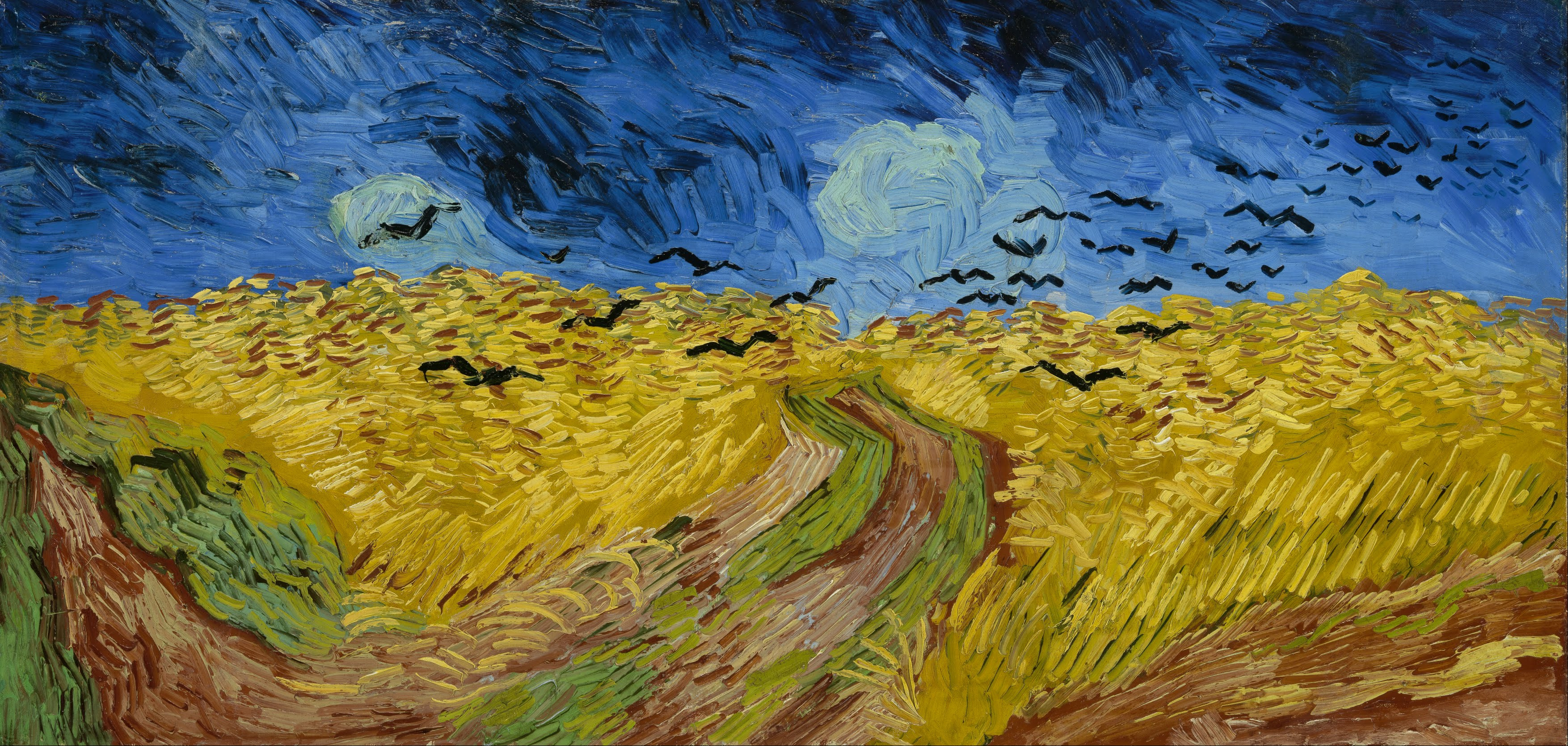
حَقِل قَمحْ مَع غُربان ، بريشة فان جوخ ، 1890. متحف فان جوخ ، أمستردام.

- مدرسة بون إفان (الرمزية متأثرة بأعما غوغان)
- ما بعد الإنطباعية
- أخوة ما قبل الرفايليين الإنكليزية التي استرجعت أساليب رافايل وميكايلأنجلو
- الرسامون الأميركيون العشرة
- التونالية (أسلوب أميركي في رسم الطبيعة الباهتة).
- فن الجبل الأبيض (رسمون اهتموا برسم جبال هامبشاير).
- فن الأرض.

## معارض صور

### صور تاريخية

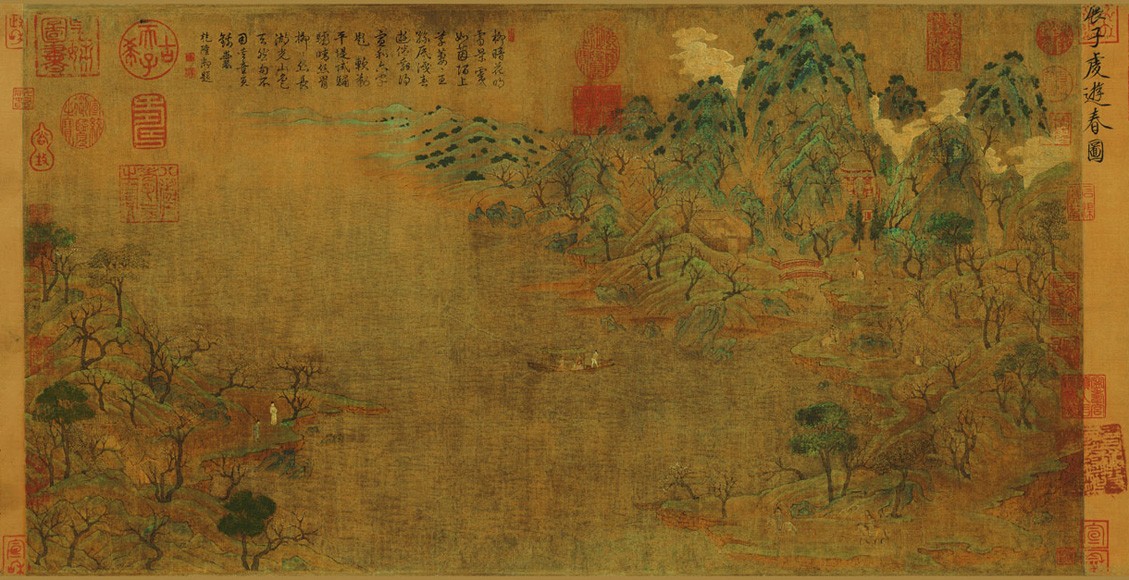
حوالي 600م، المسير في الربيع، الصين، لجان زكيان
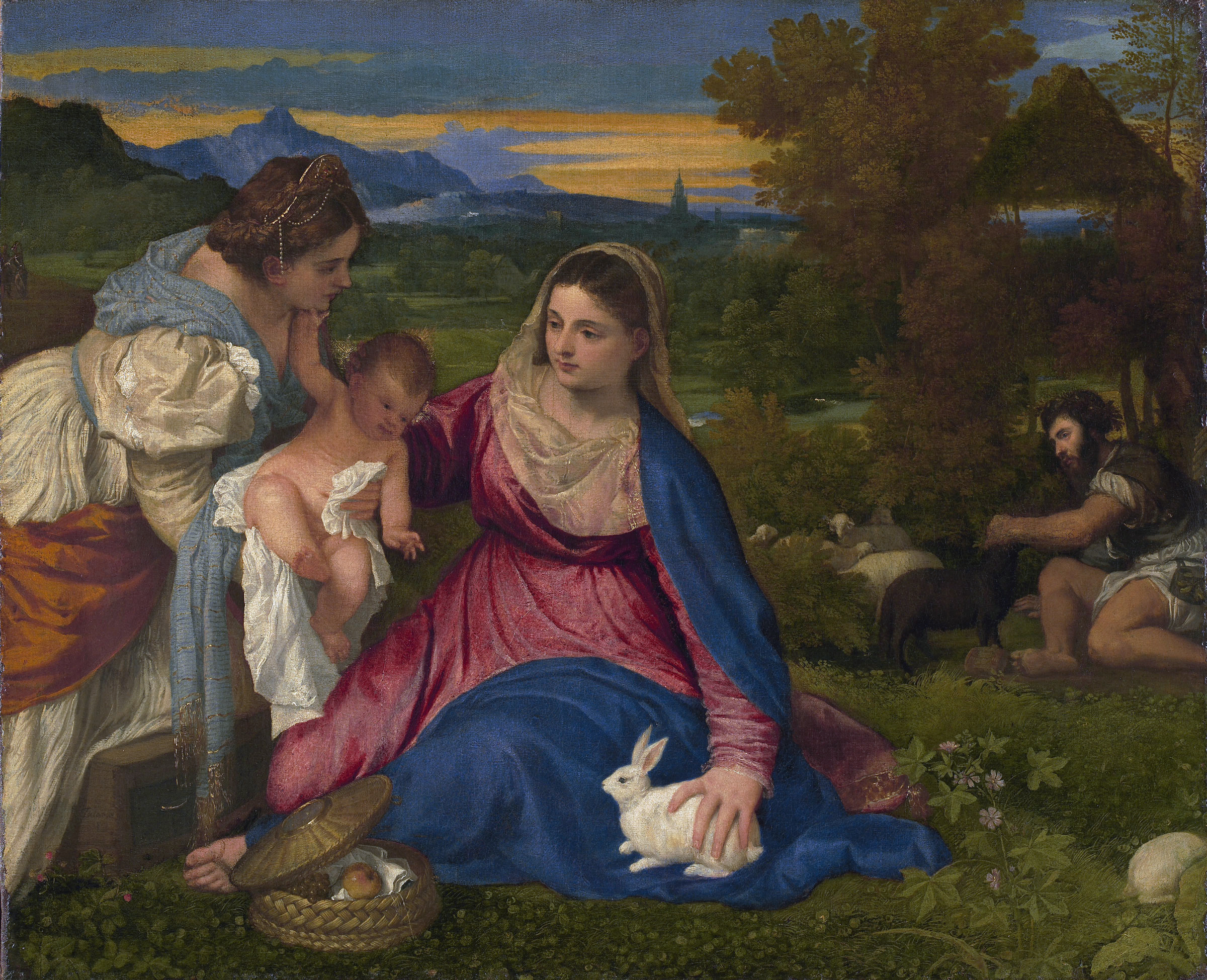
1530م عذراء الأرنب، لتيتيان
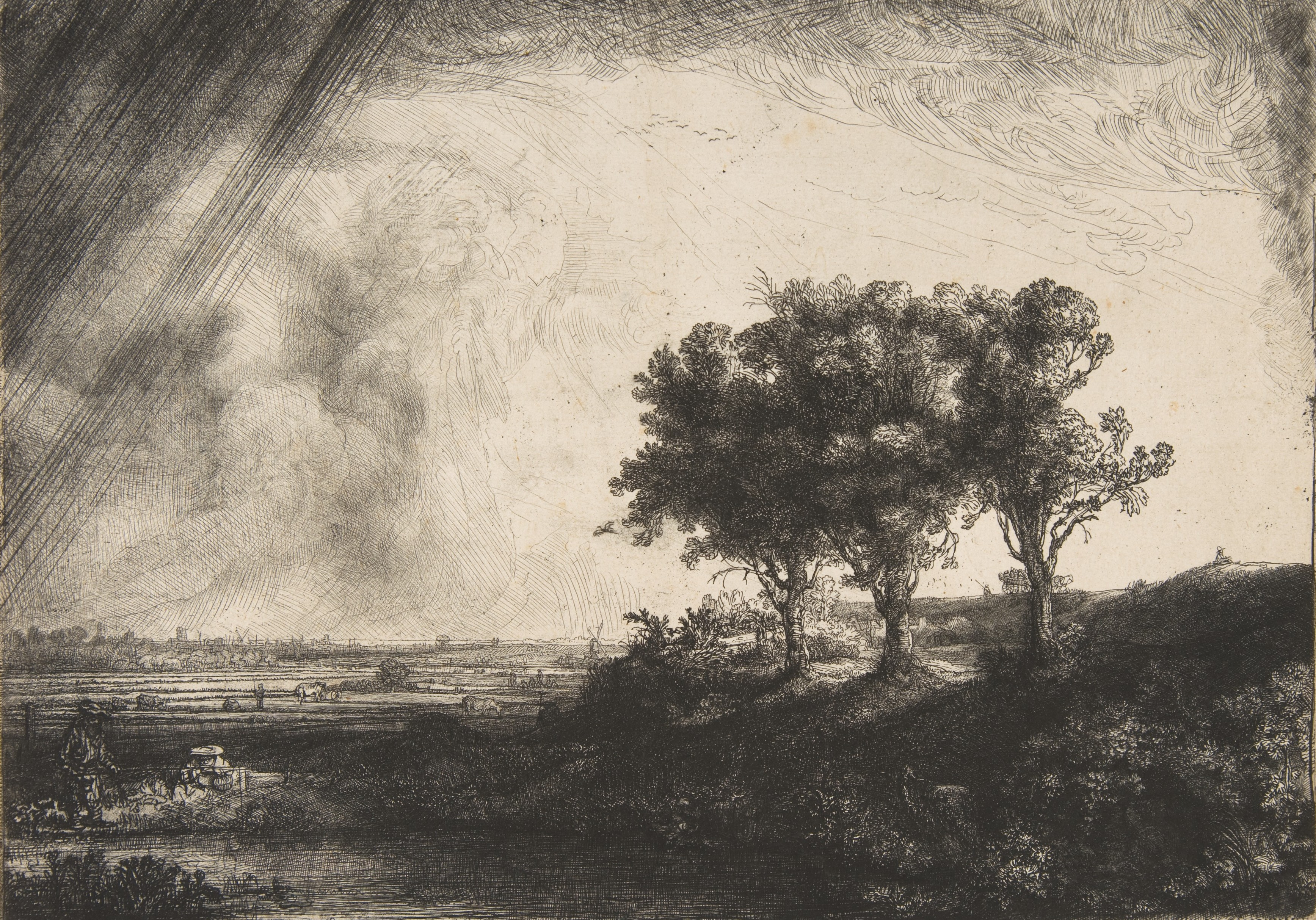
1565م، الشجرات الثلاث لرامبراند
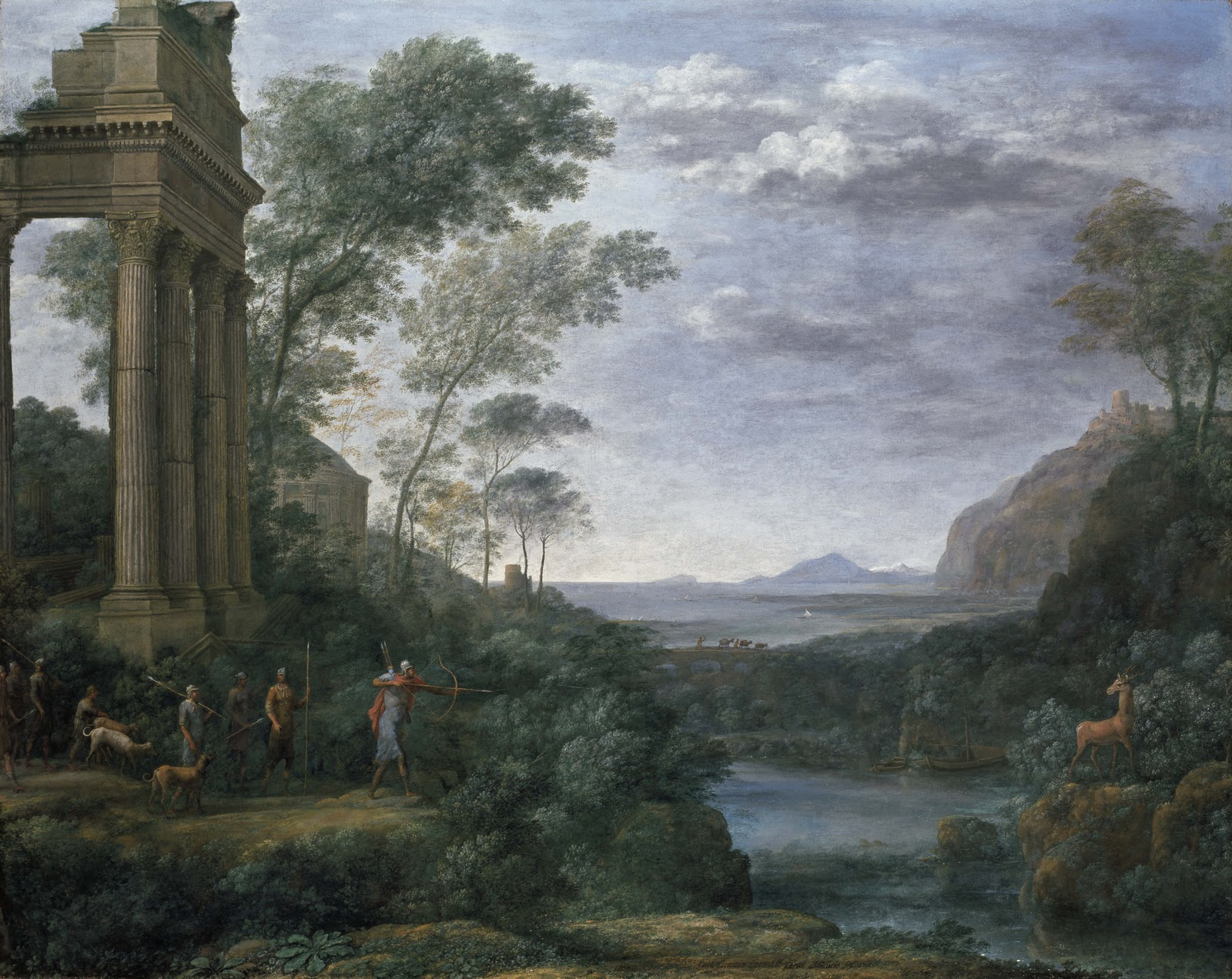
1683م، صيد الغزال لكلود لورين
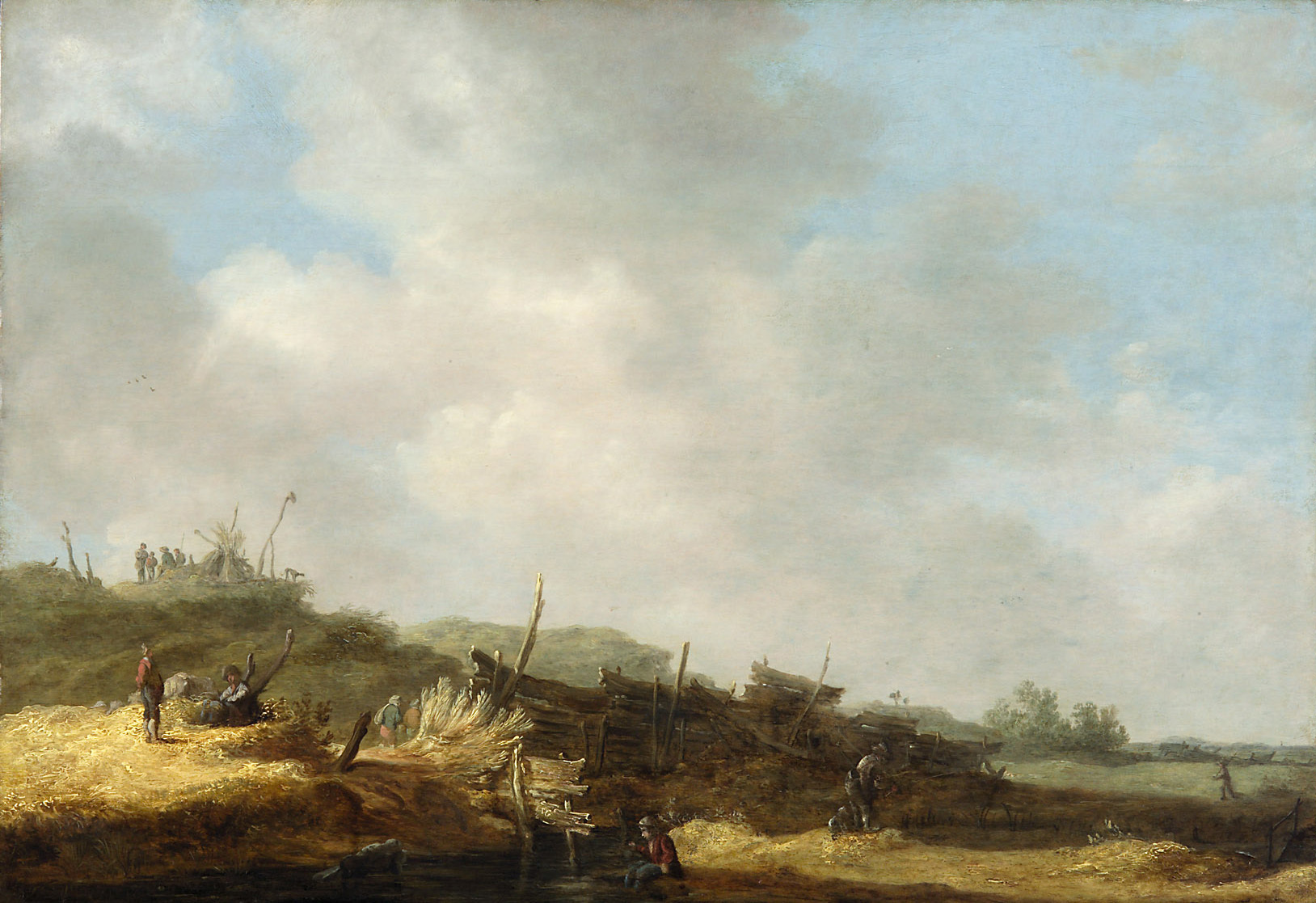
1630-1536م، الكقبان لجان فان غويان

### العالم الغربي

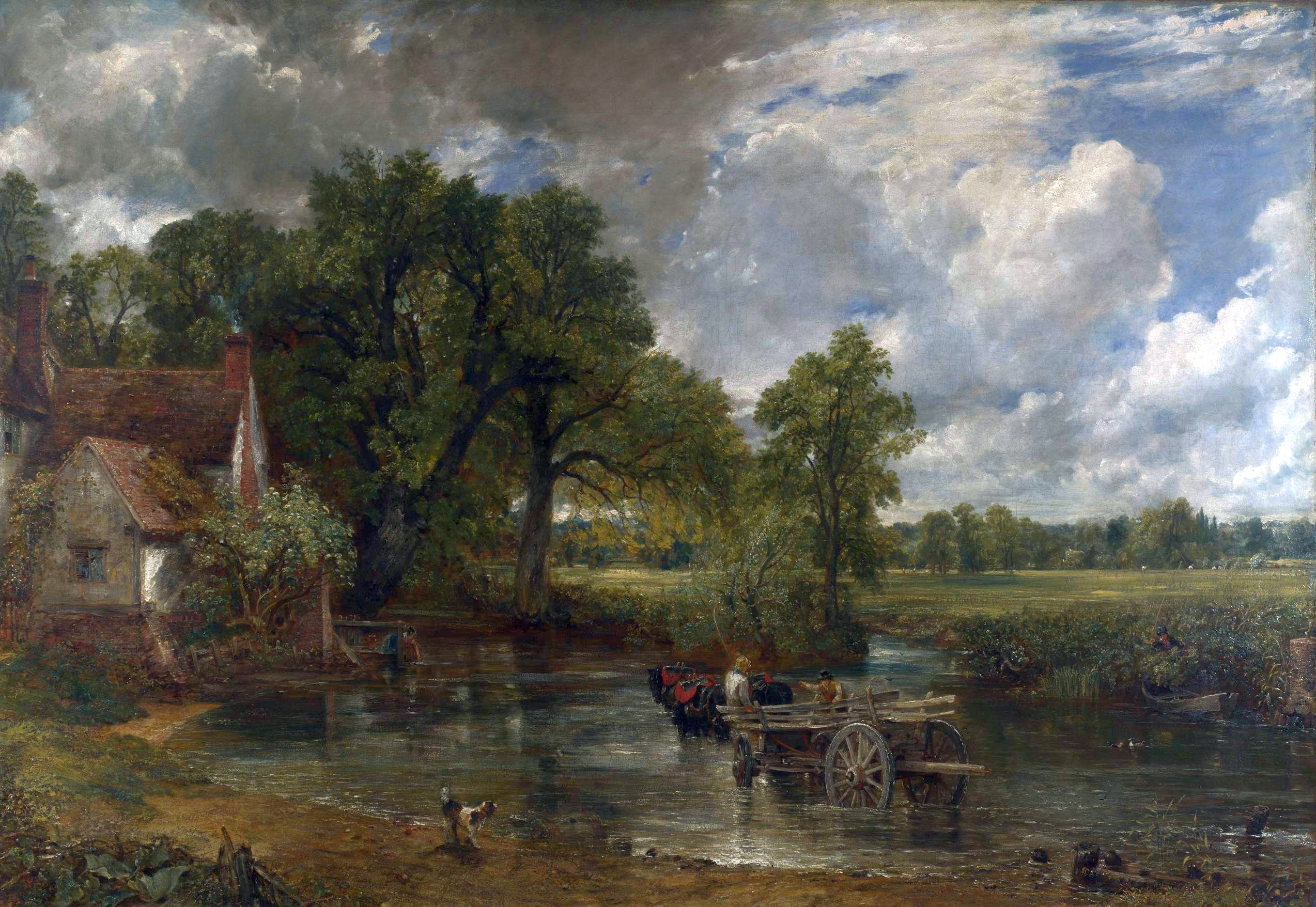
1821م، عرية القش لجون كونستابل
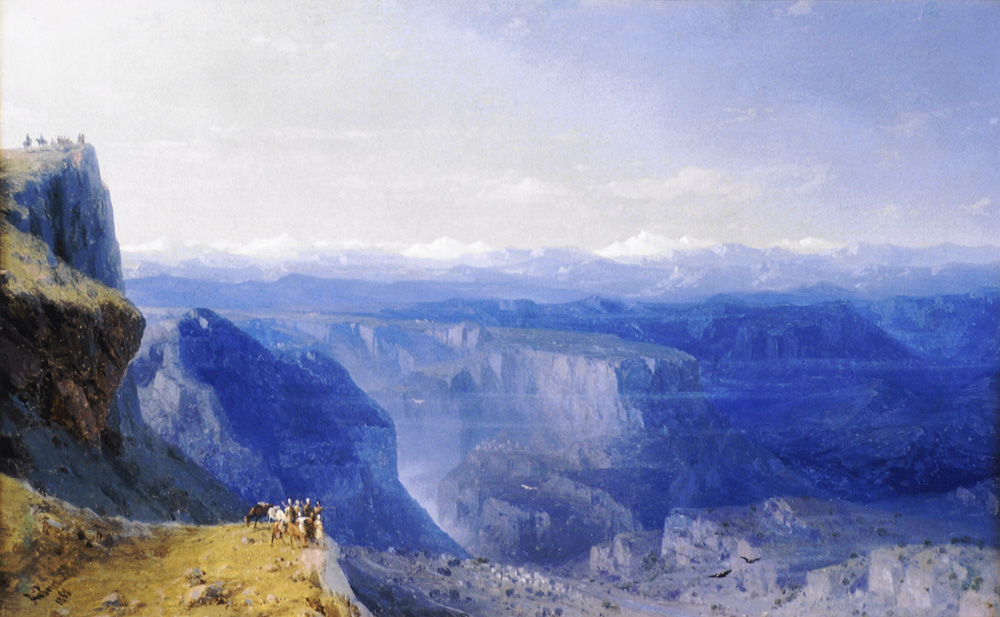
1863م، القوقاز لإيفان أيفازوفسكي
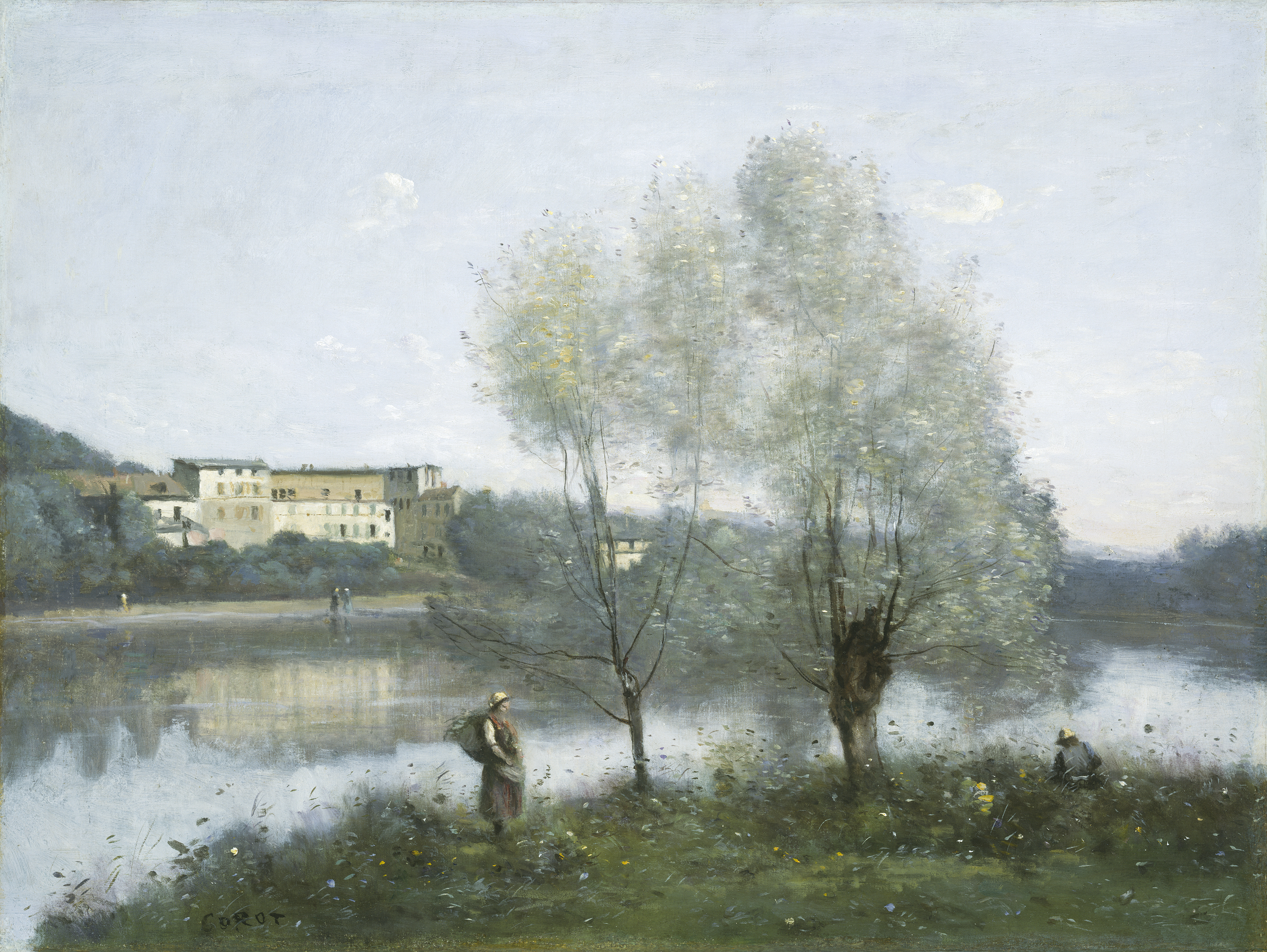
1867م قرية أفري لجان بابتيست كوروت
1870م، محطة لوردشب لاين لكاميل بيسارو
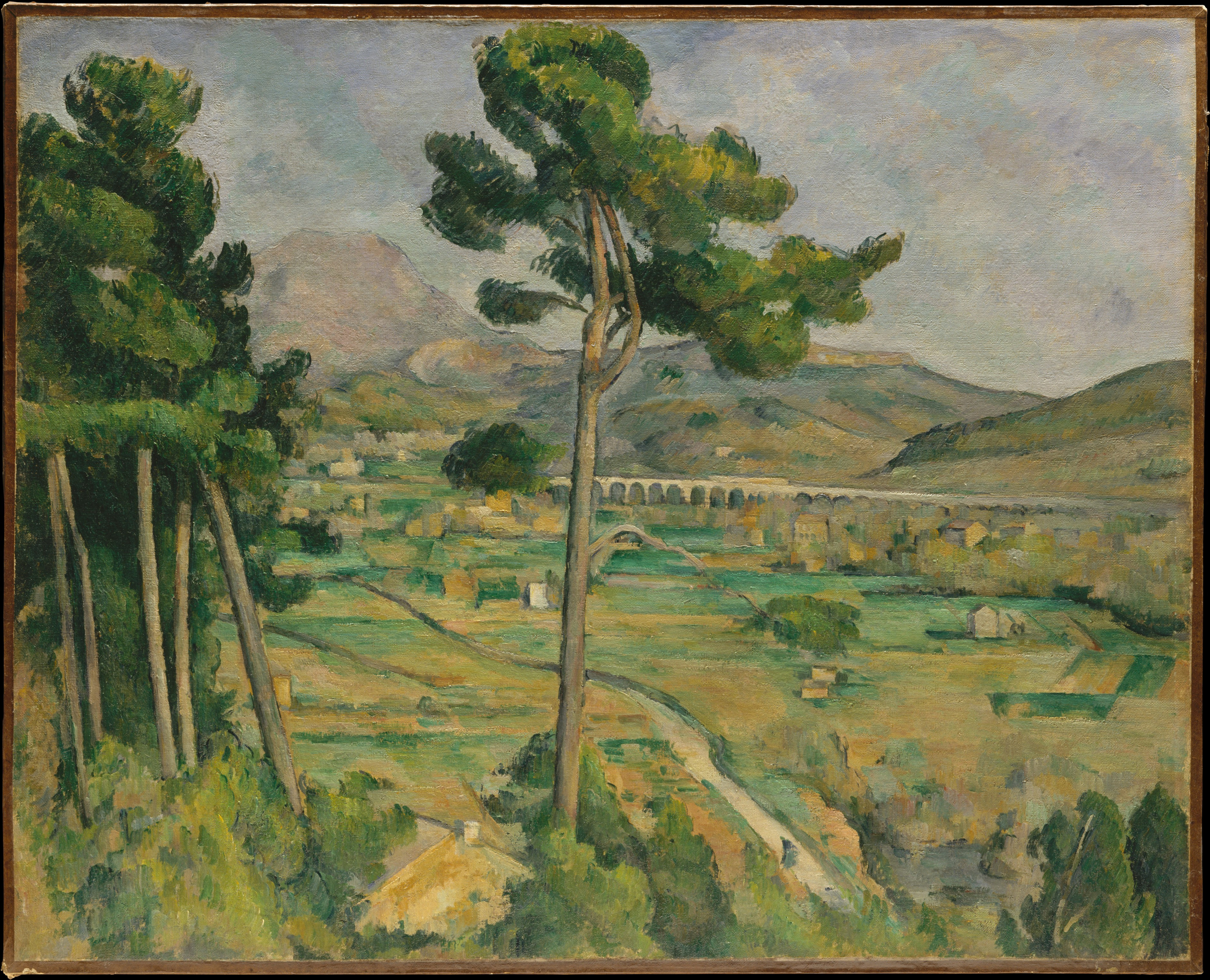
1882-1885م، جبل سان فيكتوار لسيزان
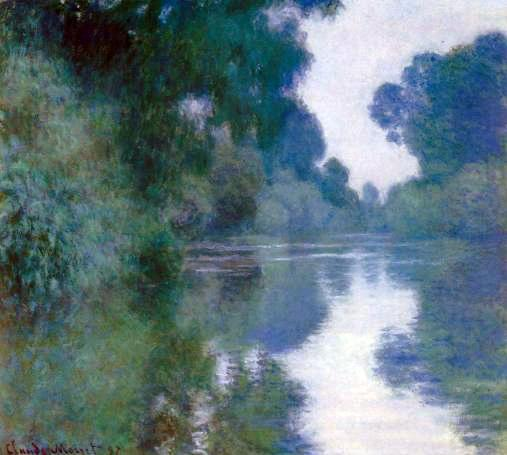
جدول نهر السين في جيفرني لموني.
1891م، مطر في غابة البلوط لإيفان شيشكين
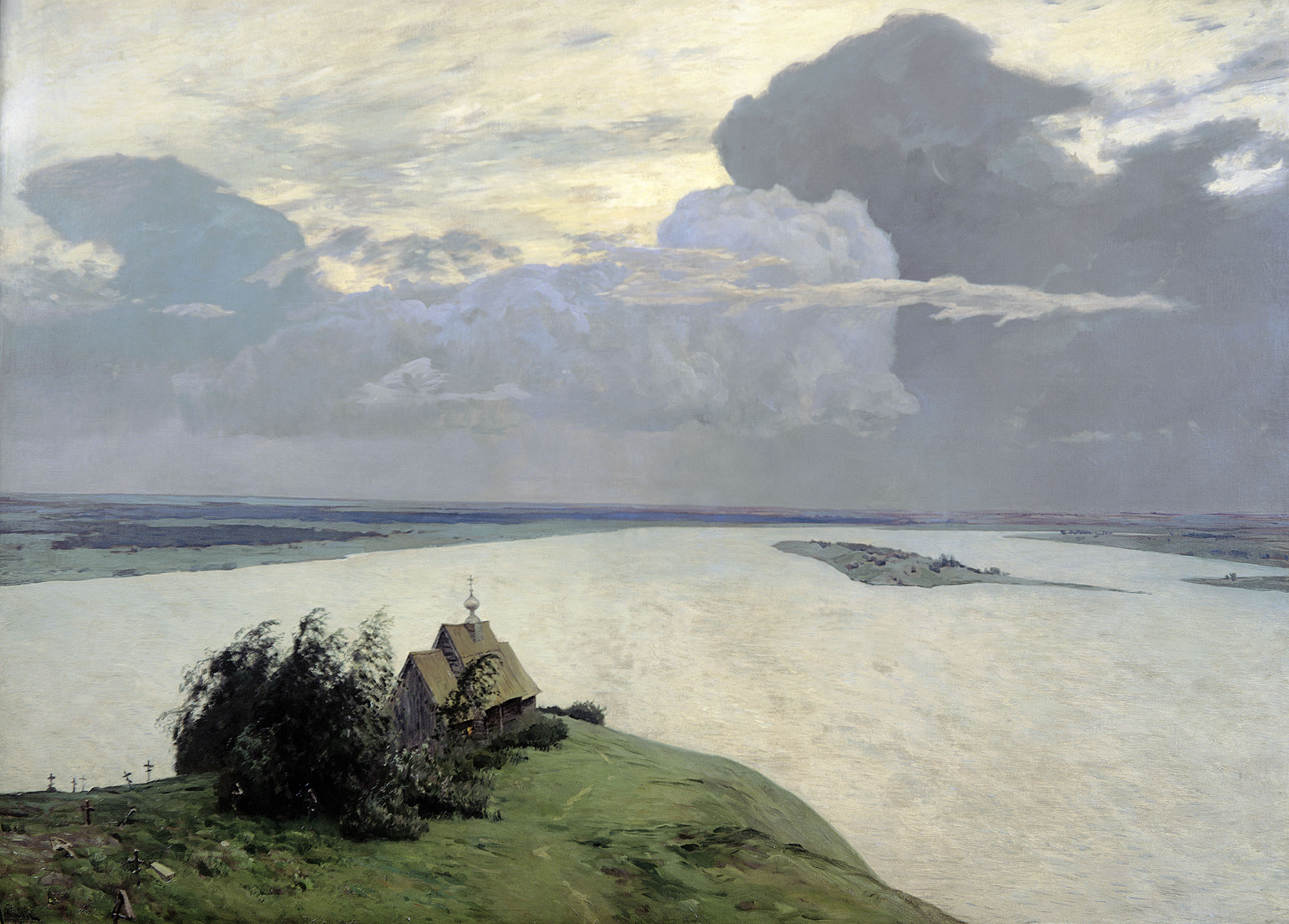
1894م، فوق السلام الأبدي لإساق ليفتان.
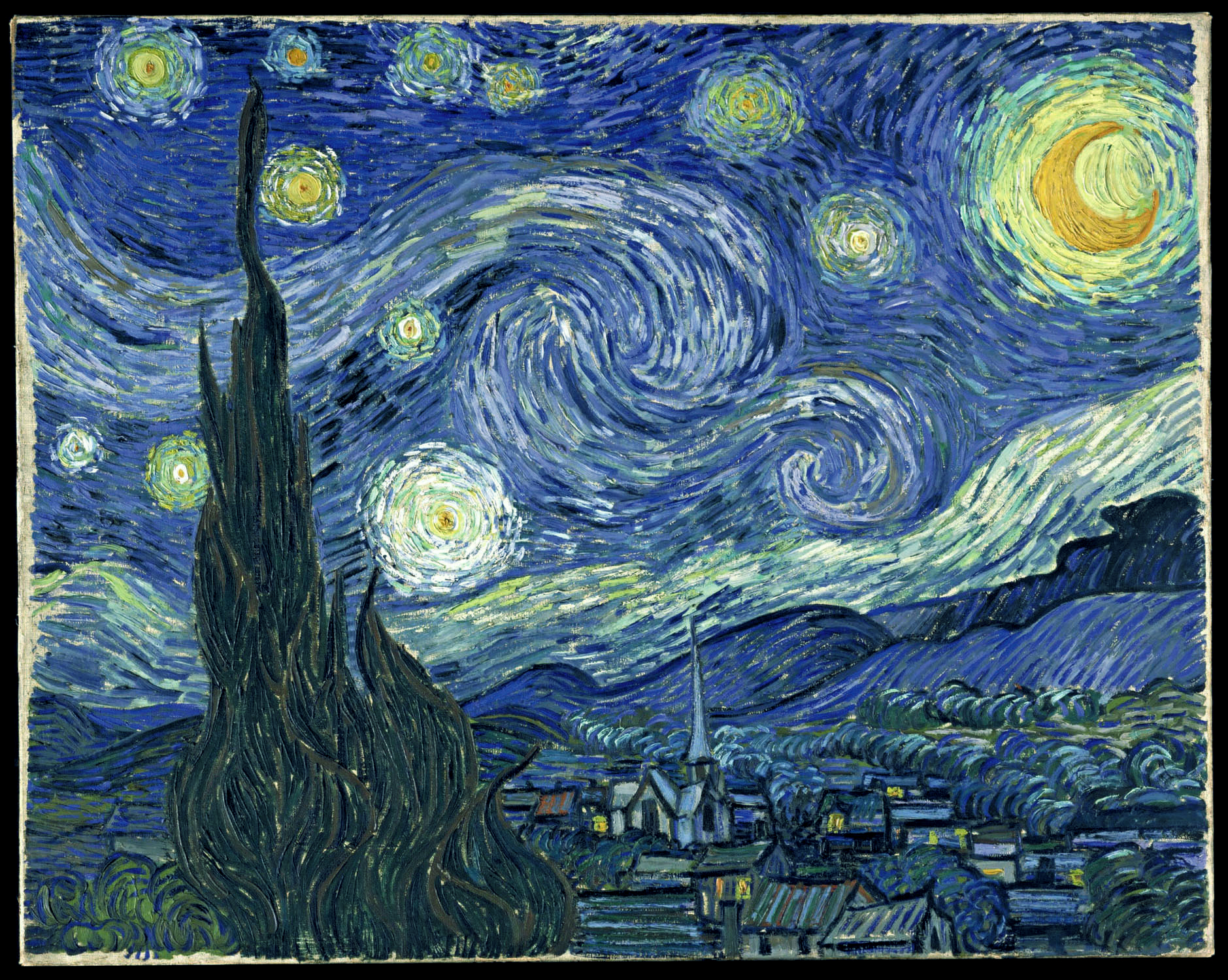
1889م، الليلة المنجمة لفان غوغ

### الشرق

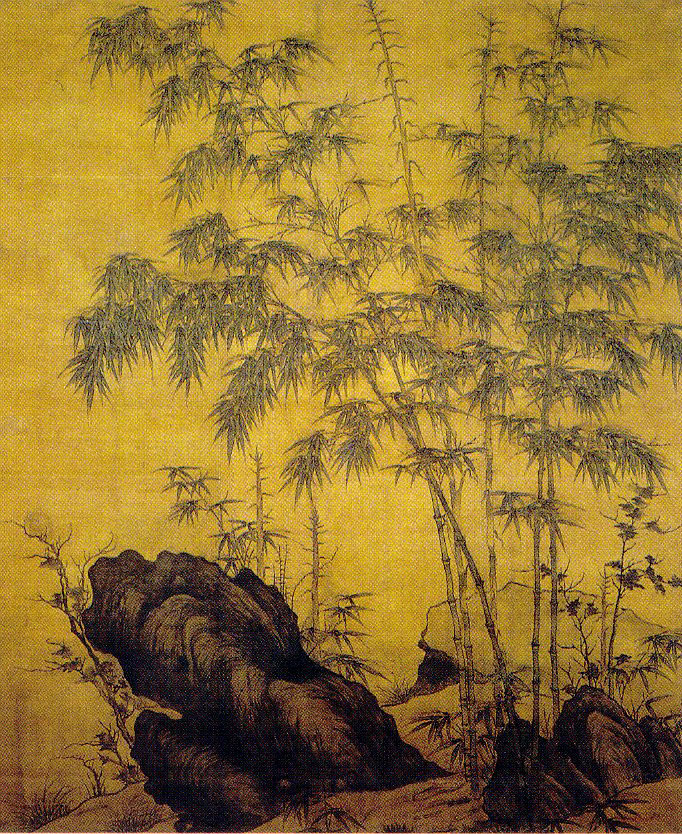
1300م، الخيزران والصخور للي كان من الصين
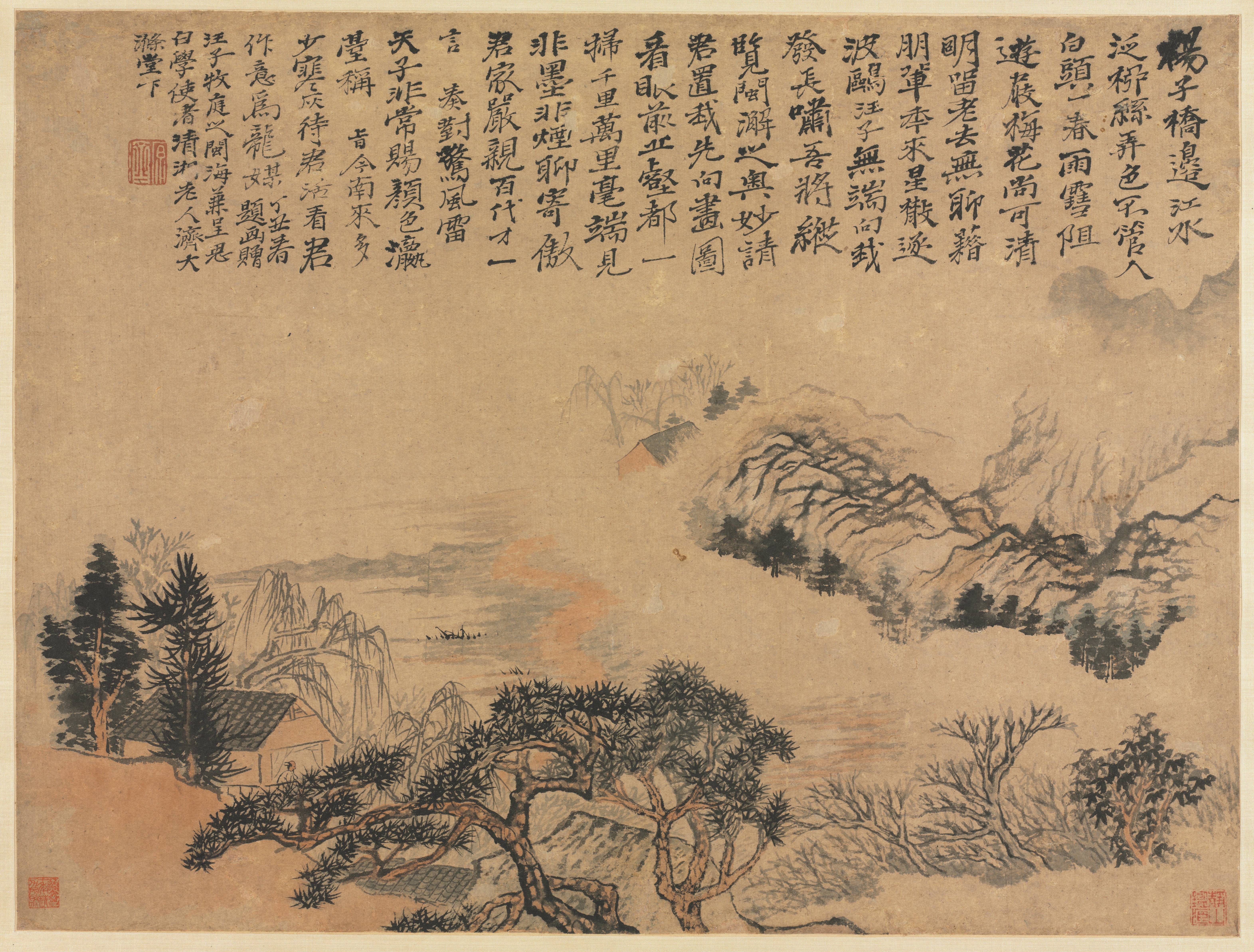
القرن السابع عشر لتاو تشي من الصين
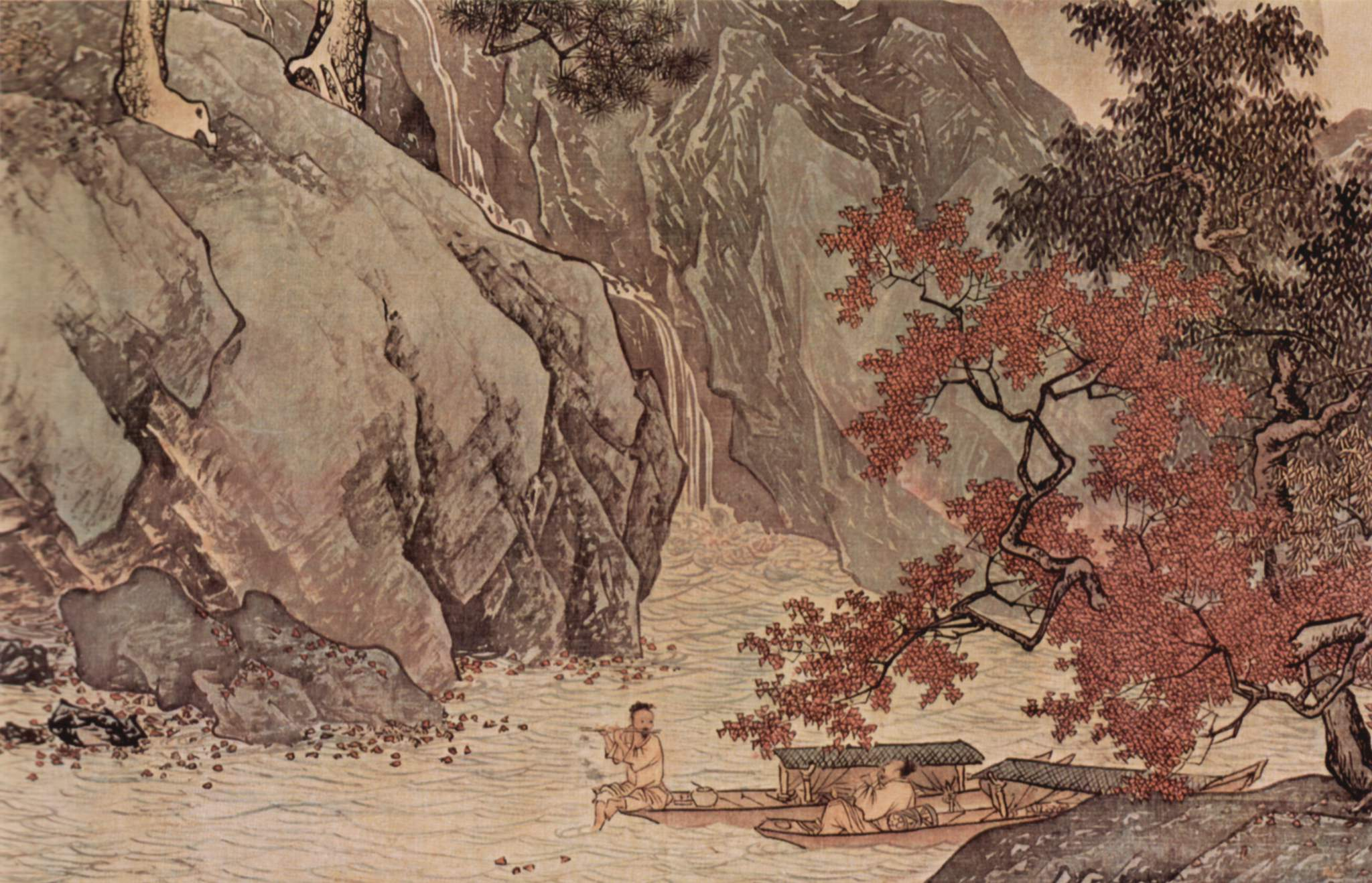
1523م، صياد سمك في الخريف لتانغ يين من الصين
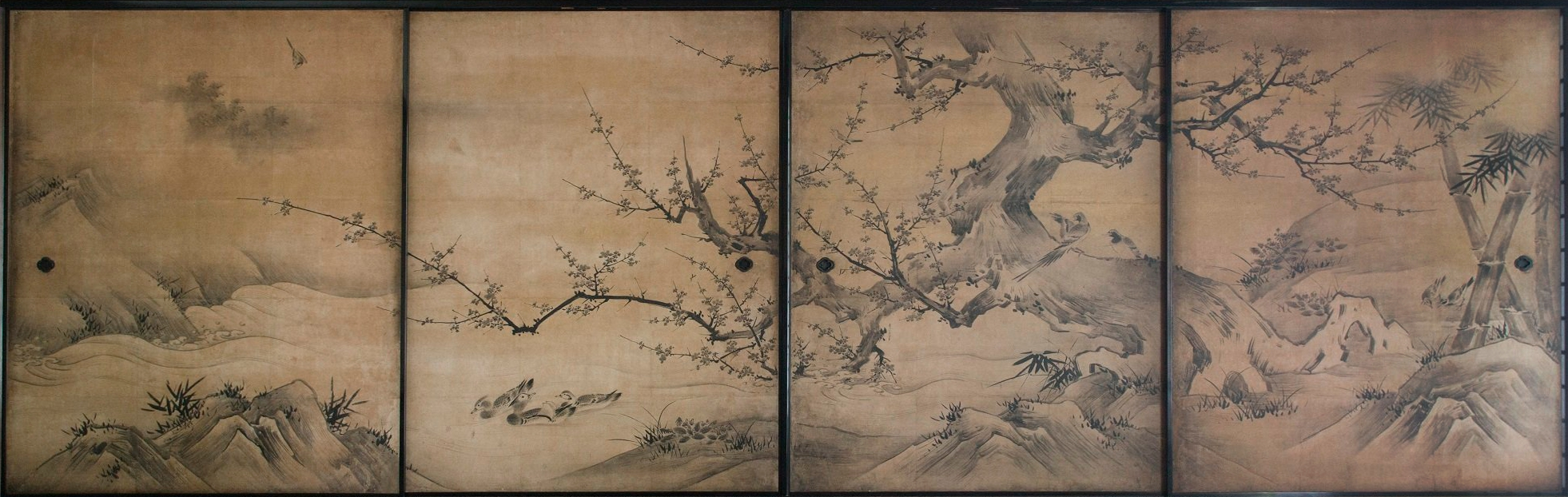
من القرن السادس عشر، أجزاء باب ياباني.
1446م، راهب بو٫ي، لتنشاو شوبون من اليابان
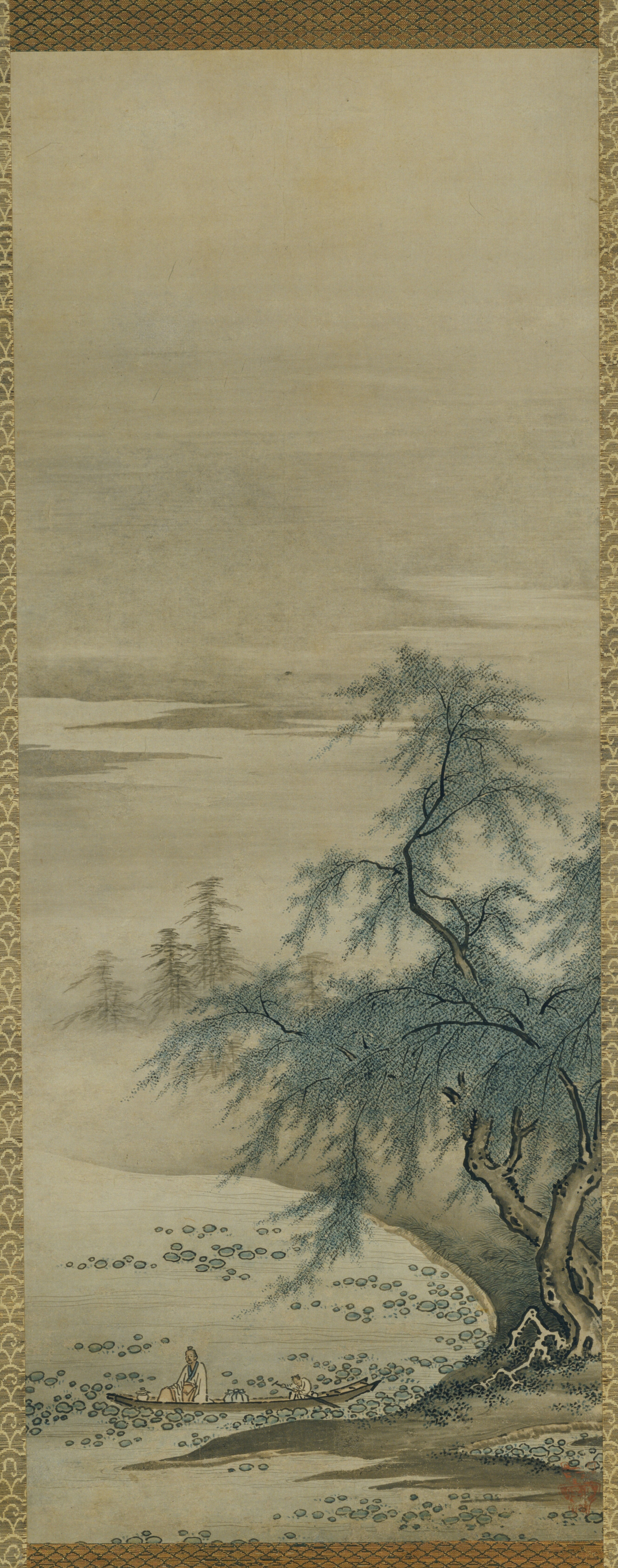
من القرن الخامس عشر، تقدير لزهرة اللوتس لليابانب كانو ماسانوبو
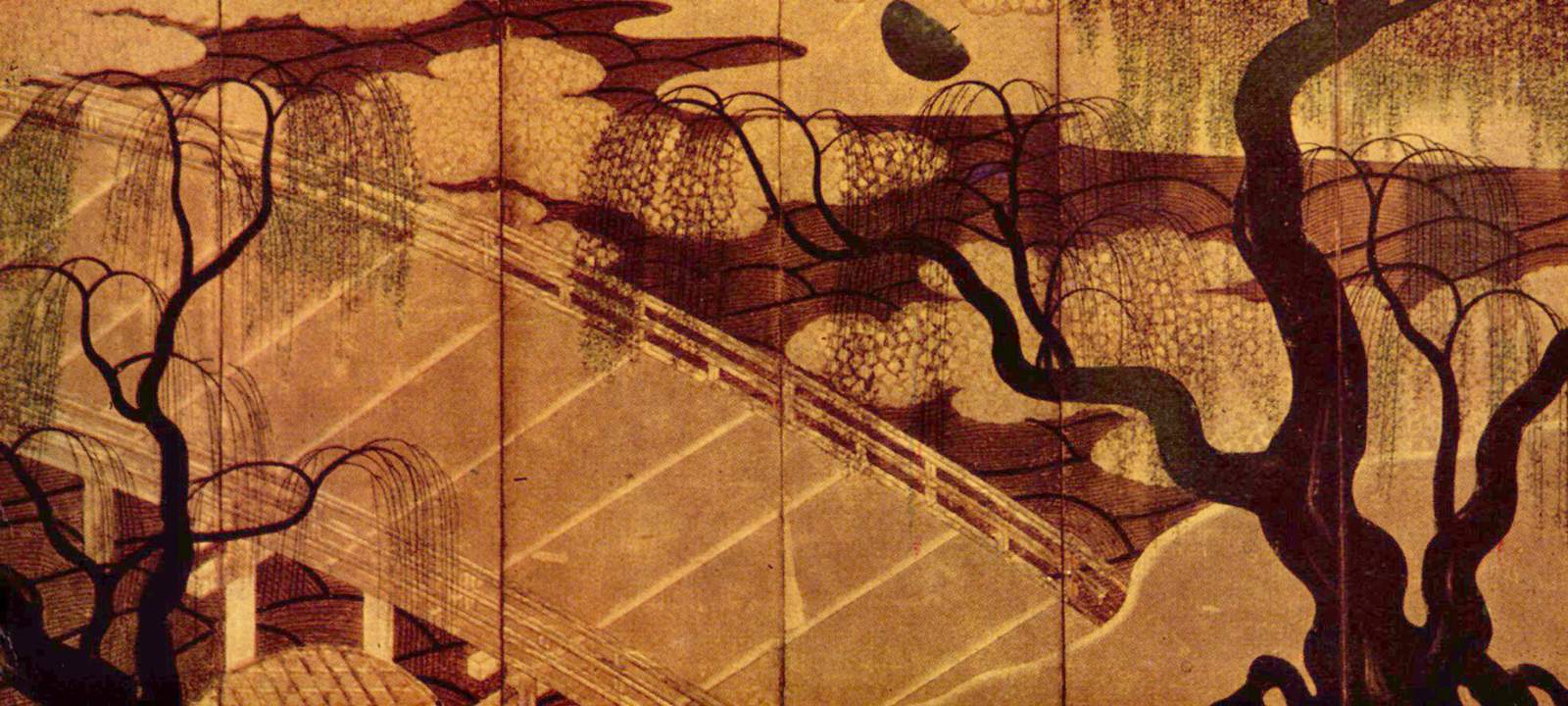
من القرن السابع عشر، الجسر فوق الأوبي من اليابان
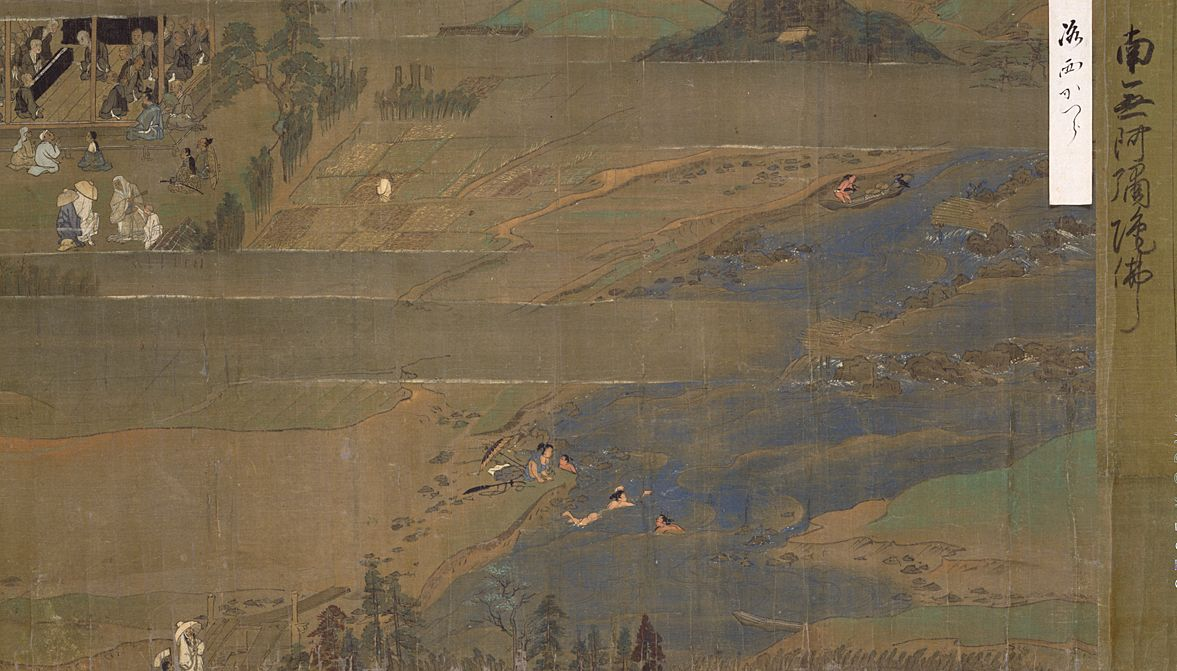
1299م مشهد من لفافة مذكرات راهب.